# کریستال سیتی، منیتوبا
کریستال سیتی، منیتوبا (به انگلیسی: Crystal City, Manitoba) یک منطقهٔ مسکونی در کانادا است که در منیتوبا واقع شده‌است. کریستال سیتی ۲٫۸۰ کیلومتر مربع مساحت و ۳۸۹ نفر جمعیت دارد و ۴۶۵ متر بالاتر از سطح دریا واقع شده‌است.